# Музей американских индейцев и западного искусства Эйтельйорга
Музей американских индейцев и западного искусства Эйтельйорга (англ. Eiteljorg Museum of American Indians and Western Art) — художественный музей в Индианаполисе, США, где находится обширная коллекция изобразительного искусства коренных народов Америки, а также картины и скульптуры Американского Запада, собранные бизнесменом и филантропом Харрисоном Эйтельйоргом.

## История

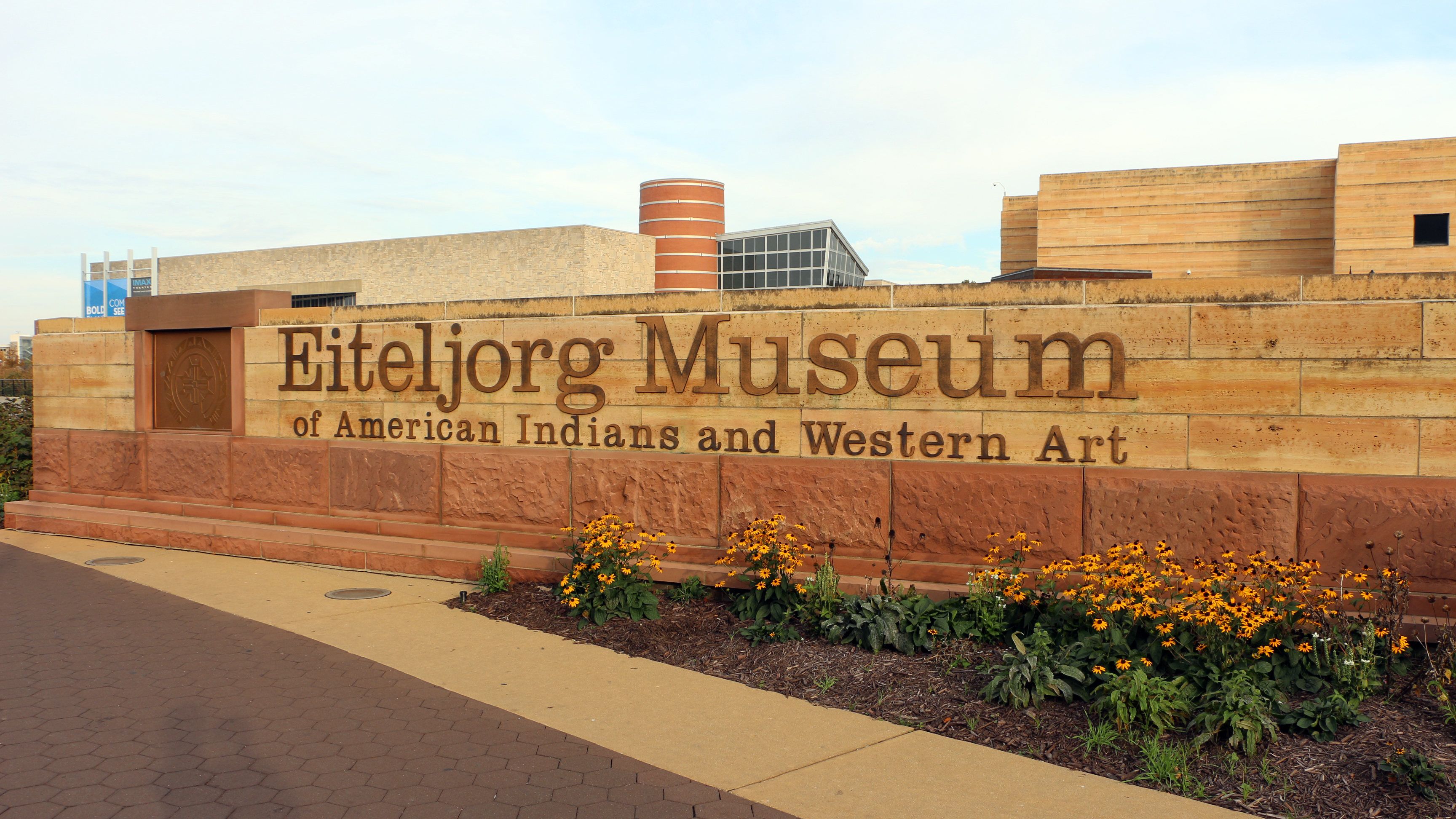

Музей создан в 1989 году и расположен в Государственном парке Уайт-Ривер города Индианаполис, где по соседству находятся Музей штата Индиана и Военный парк. Посетителям музея предлагается бесплатная парковка в подземном паркинге.
Музейная галерея Gund имеет значительную коллекцию картин и изделий из бронзы Фредерика Ремингтона и Чарльза Рассела. В ней также представлены работы Джорджа Винтера, Томаса Хилла, Альберта Бирштадта, Чарльза Кинга и Олафа Зельтцера. В другом помещении находится большая коллекция картин художников, связанных с Нью-Мексико, таких как: Джозеф Генри Шарп, Уильям Виктор Хиггинс, Эрнест Блюменшайн, Джон Френч Слоан и Джорджия О’Кифф.
В июне 2005 года музей существенно расширил свои площади, в результате которого его общественное пространство увеличилось вдвое за счет добавления трех новых галерей, а также образовательного центра, кафе Sky City, открытых садов и места для проведения культурных мероприятий. Две новые галереи включают коллекции современного искусства и западного искусства (эта галерея состоит из 57 предметов коллекции традиционного западного искусства, подаренных музею семьей Джорджа Гунда).
В 2021 году представители Американского института архитекторов в Индианаполисе назвали музей одним из десяти самых «архитектурно значимых» зданий, построенных в городе со времен Второй мировой войны.
Раз в два года музей предлагает престижную стипендию Eiteljorg Contemporary Art Fellowship в области изобразительного искусства коренных американцев, действующих в настоящее время. Среди них: Рик Бартоу, Джим Деноми, Гарри Фонсека, Николас Галанин, Джеффри Гибсон, Шан Госхорн, Фэй Хевишилд, Роберт Хоул, Джеймс Лавадур и другие.